# Sara Giménez
Sara Giménez Giménez (Huesca, 19 de enero de 1977) es una abogada y política española de etnia gitana que destaca por su lucha para la integración del colectivo gitano en la sociedad. Además lucha contra las desigualdades que sufren las minorías por raza u orientación sexual.

## Biografía
Estudió Derecho en la Universidad de Zaragoza y completó sus estudios realizando un Postgrado en Derechos Humanos por la Universidad del País Vasco. También se ha formado en dirección y gestión de ONG y tiene estudios especializados en menores, extranjería y derecho penal entre otros.

## Trayectoria laboral
Como responsable del Departamento de Igualdad y Lucha contra la Discriminación de la Fundación Secretariado Gitano (FSG) llevó a cabo el acompañamiento jurídico directo en la defensa de casos de discriminación ante los tribunales y dirigió el informe anual 'Discriminación y comunidad gitana'. Algunos casos más destacados fueron el de una gitana rumana de Barcelona que falló favorable en la Audiencia Provincial de Barcelona en diciembre de 2013, y el caso de la viuda gitana Mª Luisa Muñoz “La Nena”, favorable también, en el Tribunal Europeo de Derechos Humanos en diciembre de 2009.
El 21 de marzo de 2018 empezó su trayectoria en el Comisión Europea contra el Racismo y la Intolerancia (ECRI) como miembro y en la que desarrolla una labor de control y revisión de leyes, políticas y medidas en materia de racismo y otras formas de intolerancia. Con ella es la primera vez que una abogada de etnia gitana representa a España en este comité.
El 13 de marzo de 2019, dio el salto a la política española de la mano de Ciudadanos-Partido de la Ciudadanía confirmando su candidatura al Congreso de los Diputados como tercera de lista por Madrid de la formación.
Desde junio de 2021 es la presidenta de la Fundación Secretariado Gitano, tras incorporarse al Patronato como vicepresidenta en 2019.

## Premios y reconocimientos
- 2014 Premio a la Responsabilidad Social, por su compromiso con la promoción de la comunidad gitana, por la Asociación Aragonesa de Mujeres Empresarias y Profesionales, ARAME.[7]

- Premio CERMI 2022 entregado por la Fundación CERMI Mujeres